# Ágnes Vadai
Ágnes Vadai (ur. 11 lutego 1974 w Karcagu) – węgierska polityk i nauczyciel akademicki, posłanka do Zgromadzenia Narodowego, eurodeputowana V kadencji.

## Życiorys
W 1997 ukończyła studia na Węgierskim Uniwersytecie Ekonomicznym, w 2003 doktoryzowała się na wydziale prawa Uniwersytetu im. Loránda Eötvösa w Budapeszcie. Pracowała jako nauczyciel akademicki, m.in. w akademii wojskowej ZMNE. W 1999 wstąpiła do Węgierskiej Partii Socjalistycznej, od 2004 do 2010 wchodziła w skład zarządu tego ugrupowania.
W 2002 po raz pierwszy została wybrana do Zgromadzenia Narodowego. Od 2003 była obserwatorem w Parlamencie Europejskim V kadencji, a od maja do lipca 2004 pełniła funkcję europosłanki. W 2006 i 2010 ponownie wybierana do krajowego parlamentu. W 2011 opuściła MSZP, dołączając do Koalicji Demokratycznej, którą utworzył Ferenc Gyurcsány. W 2014 (z listy centrolewicowej koalicji), w 2018 (z samodzielnej listy swojego ugrupowania)  i w 2022 (z ramienia szerokiej koalicji ugrupowań opozycyjnych) z powodzeniem ubiegała się o poselską reelekcję.